# ジル・アパップ
ジル・アパップ（Gilles Apap、1963年5月21日 - ）はフランスのヴァイオリニスト。ロマ音楽（ジプシー音楽）、スウィング、アイルランド音楽、ブルーグラスから西洋クラシックまで幅広く演奏する。

## 経歴
ベジャイアで生まれ、フランスはニースで育つ。1985年にユーディ・メニューイン・コンクールの現代音楽部門で優勝。1986年にソニー・クラシカルからジル・アパップ・アンド・ザ・トランシルヴァニアン・マウンテン・ボーイズ名義でCDをリリース。カリフォルニアのサンタ・バーバラ交響楽団ではコンサートマスターを務めた。また、アイルランド人フィドル奏者のケヴィン・バークとも演奏している。
2001年に自身のレーベル「Apapaziz」から『エネスク・ドビュッシー・ラヴェル・ヴァイオリンソナタ集』と、レーベル「Appassionato」から『ノー・ピアノ・オン・ザット・ワン』をリリースした。